# Себастьян Вегас
Себастьян Вегас (ісп. Sebastián Vegas, нар. 4 грудня 1996, Сантьяго) — чилійський футболіст, захисник мексиканського клубу «Монтеррей» і національної збірної Чилі.

## Клубна кар'єра
У дорослому футболі дебютував 2013 року виступами за команду «Аудакс Італьяно», в якій провів три сезони, взявши участь у 54 матчах чемпіонату. 
Своєю грою за цю команду привернув увагу представників тренерського штабу мексиканського «Монаркас», до складу якого приєднався 2016 року. Відіграв за команду з Морелії наступні чотири сезони своєї ігрової кар'єри. Більшість часу, проведеного у складі «Монаркас», був основним гравцем захисту команди.
2020 року провів одну гру за «Масатлан». Того ж року перейшов до «Монтеррея». Наразі відіграв за команду з Монтеррея понад 100 матчів у національному чемпіонаті. 2021 року допомагав команді вигравати Лігу чемпіонів КОНКАКАФ.

## Виступи за збірні
2013 року дебютував у складі юнацької збірної Чилі (U-17), загалом на юнацькому рівні взяв участь у 4 іграх, відзначившись одним забитим голом.
2015 року провів 6 матчів у складі молодіжної збірної Чилі.
2018 року дебютував в офіційних матчах у складі національної збірної Чилі. У її складі був учасником розіграшу Кубка Америки 2021 року в Бразилії.
| Дата       | Місто          | Господарі | Результат | Гості      | Турнір                          | Голи | Примітки |
| ---------- | -------------- | --------- | --------- | ---------- | ------------------------------- | ---- | -------- |
| 31-5-2018  | Гартберг       | Румунія   | 3 – 2     | Чилі       | товариський матч                | -    | 46'      |
| 4-6-2018   | Грац           | Сербія    | 0 – 1     | Чилі       | товариський матч                | -    | 77'      |
| 8-6-2018   | Познань        | Польща    | 2 – 2     | Чилі       | товариський матч                | -    | 26' 35'  |
| 16-11-2018 | Ранкагуа       | Чилі      | 2 – 3     | Коста-Рика | товариський матч                | 1    | 75'      |
| 27-3-2019  | Х'юстон        | США       | 1 – 1     | Чилі       | товариський матч                | -    | 80' 85'  |
| 6-9-2019   | Лос-Анджелес   | Чилі      | 0 – 0     | Аргентина  | товариський матч                | -    | 75'      |
| 11-9-2019  | Сан-Педро-Сула | Гондурас  | 2 – 1     | Чилі       | товариський матч                | -    |          |
| 12-10-2019 | Аліканте       | Колумбія  | 0 – 0     | Чилі       | товариський матч                | -    | 21'      |
| 15-10-2019 | Аліканте       | Гвінея    | 2 – 3     | Чилі       | товариський матч                | -    | 67'      |
| 9-10-2020  | Монтевідео     | Уругвай   | 2 – 1     | Чилі       | Відбір до ЧС 2022               | -    |          |
| 14-10-2020 | Нюньйоа        | Чилі      | 2 – 2     | Колумбія   | Відбір до ЧС 2022               | -    |          |
| 27-3-2021  | Ранкагуа       | Чилі      | 2 – 1     | Болівія    | товариський матч                | -    |          |
| 2-7-2021   | Бразилія       | Бразилія  | 1 – 0     | Чилі       | Копа Америка 2021 - чвертьфінал | -    | 64'      |
| 5-9-2021   | Кіто           | Еквадор   | 0 – 0     | Чилі       | Відбір до ЧС 2022               | -    | 88'      |
| 7-10-2021  | Ліма           | Перу      | 2 – 0     | Чилі       | Відбір до ЧС 2022               | -    | 62'      |
| 10-10-2021 | Лас-Кондес     | Чилі      | 2 – 0     | Парагвай   | Відбір до ЧС 2022               | -    |          |
| 14-10-2021 | Сантьяго       | Чилі      | 3 – 0     | Венесуела  | Відбір до ЧС 2022               | -    | 84'      |
| 8-12-2021  | Остін (Техас)  | Мексика   | 2 – 2     | Чилі       | товариський матч                | -    |          |
| 11-12-2021 | Лос-Анджелес   | Сальвадор | 0 – 1     | Чилі       | товариський матч                | 1    |          |
| 27-1-2022  | Калама         | Чилі      | 1 – 2     | Аргентина  | Відбір до ЧС 2022               | -    | 33' 46'  |
| Усього     |                | Матчів    | 20        |            | Голів                           | 2    |          |

## Титули і досягнення

### Командні
- Переможець Ліги чемпіонів КОНКАКАФ (1):

«Монтеррей»: 2021

### Особисті
- Команда турніру Ліги чемпіонів КОНКАКАФ (1):

2021